# Castronovo di Sicilia

Ubicación de la ciudad de Castronovo di Sicilia dentro de la provincia de Palermo.

Castronovo di Sicilia es una localidad italiana de la provincia de  Palermo, región de Sicilia, con 3.268 habitantes.

## Evolución demográfica
| Gráfica de evolución demográfica de Castronovo di Sicilia entre 1861 y 2001 |
|                                                                             |
| Fuente ISTAT - Elaboración gráfica por parte de Wikipedia                   |